# فونش‌آباد
فونش‌آباد ، روستایی از توابع بخش مرکزی شهرستان ابهر در استان زنجان ایران است.

## جمعیت
این روستا در دهستان ابهررود قرار دارد و براساس سرشماری مرکز آمار ایران در سال ۱۳۸۵، جمعیت آن ۱٬۶۲۷ نفر (۳۷۰خانوار) بوده‌است.